# Bell XFL Airabonita
Bell XFL Airabonita là một mẫu thử máy bay tiêm kích đánh chặn trên tàu sân bay của Hoa Kỳ, do hãng Bell Aircraft phát triển cho Hải quân Hoa Kỳ.

## Quốc gia sử dụng
Hoa Kỳ
- United States Navy

## Tính năng kỹ chiến thuật (XFL-1 Airabonita)
Đặc điểm tổng quát
- Kíp lái: 1
- Chiều dài: 29 ft 9 in (9,07 m)
- Sải cánh: 35 ft 0 in (10,67 m)
- Chiều cao: 12 ft 9 in (3,89 m)
- Diện tích cánh: 232 ft² (21,6 m²)
- Trọng lượng rỗng: 5.161 lb (2.341 kg)
- Trọng lượng có tải: 6.651 lb (3.017 kg)
- Trọng lượng cất cánh tối đa: 7.212 lb (3.271 kg)
- Động cơ: 1 × Allison XV-1710-6, 1,150 hp (858 kW)

 Hiệu suất bay 
- Vận tốc cực đại: 307 mph (464 km/h)
- Tầm bay: 1.072 mi (1.725 km)
- Trần bay: 30.900 ft (9.421 m)
- Vận tốc lên cao: 2.630 ft/phút (13,4 m/s)
- Tải trên cánh: 29 lb/ft² (140 kg/m²)
- Công suất/trọng lượng: 0,17 hp/lb (280 W/kg)

Trang bị vũ khí

- Súng: 

  - 2 × súng máy 0.30 cal (7,62 mm)
  - 1 × súng máy 0.50 cal (12,7 mm) hoặc pháo 37 mm